# Lessner Manó
Lessner Manó, névváltozat: Leszner (Tapolca, 1884. szeptember 28. – Wels, 1944. november 5.) építészmérnök.

## Életpályája
Híres borkereskedő családban, Lessner Sámuel és Schlesinger Franciska (Fanni) fiaként született. Elemi iskoláit Tapolcán végezte, majd a győri Szabad Királyi Alreálgimnáziumban folytatta tanulmányait, ahol Kozma Lajos is évfolyamtársa és barátja volt, kivel barátsága később is megmaradt. A gimnázium elvégzése után a Müncheni Műszaki Egyetem építészhallgatója lett. Hazatérve, 1913. november 30-án Budapesten, az Erzsébetvárosban dr. Fényes Sámuel és Weisz Etelka lányával, Erzsébettel kötött házasságot. Ez időben különböző építészirodákban dolgozott.
A Tanácsköztársaság alatt jelentős feladatokat vállalt, a Múzeumi és Művészeti Direktórium építészetért felelős tagja lett. 1919 áprilisától a műegyetemi reform nyomán újonnan meginduló Városépítési és Tervezési Tanszéket vezette. A Tanácsköztársaság bukása után a Magyar Mérnök és Építészegylet kizárta tagjai közül. Ezen években színpadterveket, síremlékeket, bútorokat tervezett. Építészeti terveit kollégái neve alatt készítette. Munkái közül sok elpusztult és többet átépítettek. Tervei többségének is hányattatás lett a sorsa.
A Kiscelli Múzeum építészeti gyűjteményéből előkerült néhány értékes terve, rajza, írása és megvalósult épületeinek fotói is. Ezekből is kiderül, hogy nem csak az akadémizmust de a modern építészet dogmáit is elutasította. Ezért tradicionális házai épp olyan szokatlanok mint a modern szellemben fogantak. Épületeit olykor meghökkentő tömegformák jellemzik. Kedvelte a népi barokk magyaros tendenciáit, elemeit tudatosan alkalmazta.
Elképzeléseit gyakran vitatta meg barátaival; Szelle Kálmánnal, Ferenczy Bénivel, Ferenczy Noémivel, Egry Józseffel, Derkovits Gyulával, Szőnyi Istvánnal, Pátzay Pállal.
Munkái közé tartozott a szentendrei városháza újjáépítése, valamint a keszthelyi gyermeküdülő és a Szent-György hegyi présház is. 1928–29-ben pedig  részt vett a tapolcai járványkórház építési munkáinak vezetésében is. Tervezett családi házakat is, többek között a Rózsadombon, Gellérthegyen és Zalaegerszegen.
60 évesen – elutasítva barátai segítségét – szinte önként ment munkaszolgálatba. A Nyugat-Ausztriában fekvő Welsből még életjelt adott magáról. Többet nem hallottak róla. Felesége Kun Klára volt.